# 정신분석 입문
《정신분석 입문》 또는 《정신 분석 입문 강의》(독일어: Einführung in die Psychoanalyse)는 정신분석학의 창시자인 지그문트 프로이트가 1915~1917년에 한 일련의 강의다.(1916~1917년 출판) 28개의 강의는 글을 쓰는 당시의 무의식, 꿈, 신경증 이론에 대한 그의 관점을 기초적으로 검토하고 고급 독자에게 새로운 기술 자료를 제공한다.
강의는 그의 작품 중 가장 인기 있고 널리 번역되었다. 그러나 정신분석 입문에서 개괄한 입장 중 일부는 이후 프로이트의 후기 작업에서 변경되거나 수정될 것이었다. 그리고 1932년에 그는 29-35번으로 번호가 매겨진 7개의 강의의 두 번째 세트인 정신 분석에 대한 새로운 입문 강의를 보완책으로 제공했다.